# Xantholopha purpurascens
Xantholopha purpurascens là một loài bướm đêm thuộc phân họ Arctiinae, họ Erebidae.